# Xian de Xiangshan
Pour les articles homonymes, voir Xiangshan.
Le xian de Xiangshan (象山县 ; pinyin : Xiāngshān Xiàn) est un district administratif de la province du Zhejiang en Chine. Il est placé sous la juridiction administrative de la ville-préfecture de Ningbo.

## Démographie
La population du district était de 532 236 habitants en 1999.